# セバスチャン・サンタ・マリア
セバスチャン・サンタ・マリア（Sebastian Santa Maria、1959年9月24日 - 1996年10月20日）は、チリ系スイス人のピアニストにして作曲家。1959年、チリ・サンティアゴに生まれ、8人兄弟の末っ子。サンチャゴ現代音楽学校へ入学し即興を学ぶ。16歳で地元のジャズクラブなどで生計をたてるようになり、17歳でスイスのローザンヌへ移住。1978年、UBS優秀賞を受賞し才能を開花させた。

## 初期の活動
ローザンヌのクラブでピアニストとして演奏活動をはじめ、やがて作曲家として キャサリン・ララやベルナール・ラヴィリエ、ヴィクター・ラズロ（アルバム『My Delicious Poisons』の「If I Could Love You More」）、イザベル・アジャーニへ楽曲を提供するようになった。

## フランソワ・リンデマンとの共演
ボストンのバークリー音楽院で音楽を学びなおした後、再びスイスに戻り、1980年にフランソワ・リンデマンとピアノ・デュオを結成。1982年7月モントルー・ジャズ・フェスティバルで公演を行う。ヨーロッパの批評家たちから「ゴールデン・フィンガーを持つ男」として賞賛され、その活動がやがてユニークなアンサンブル「ピアノセブン」の結成へとつながっていく。このコラボレーションはフランスとスイスのジャズ・シーンを大きく結びつける役割を果たした。

## ゾンビーズへの参加
またイギリスのバンド、ゾンビーズにも参加し、1991年には『ニュー・ワールド』というアルバムで演奏を披露している。ゾンビーズのリード・ボーカルであるコリン・ブランストーンは「彼は世界クラスのピアニスト」と賛辞した。彼の出身地でもある南米の影響を受けたリズミカルなサウンドは、チリを中心に南米で多くの支持を得た。単独でのシングルとアルバムの制作も開始。1994年にファースト・アルバム『Latino』が、1997年にはセカンド・アルバム『Corpus』が発表されている（遺作）。
1996年に副腎白質ジストロフィーのためこの世を去った。

## ディスコグラフィ

### リーダー・アルバム
- Piano-Duo (1982年、Plainisphare) ※with フランソワ・リンデマン
- Piano-Duo (1983年、Plainisphare) ※with フランソワ・リンデマン。上記アルバムとは別内容
- Piano-duo Inédits (1989年、Plainisphare) ※with フランソワ・リンデマン
- Latino (1994年)
- Corpus (1997年)